# Me'ir Weiss
Me'ir Weiss (18. prosince 1908 – 7. května 1998) byl izraelský rabín, pedagog a biblista, nositel Izraelské ceny za židovská studia, která mu byla udělena v roce 1990. Působil jako profesor na katedře biblistiky Hebrejské univerzity v Jeruzalémě. Proslavil se zejména svým literárním výzkumem biblických textů, zejména Knihy žalmů, kde uplatňoval při jejich rozboru vlastní metodu „totální interpretace“.

## Život
Narodil se v Budapešti v rodině Chajima a Chaji-Sáry Weissových. V 1926 začal studovat v Rabínském semináři v Budapešti a současně s tím od r. 1927 studoval rovněž na Královské maďarské univerzitě věd, kde se zaměřoval na studium semitské filologie, dějin Blízkého východu a dějin a kultury starověkého Říma. V r. 1932 byl promován na doktora filosofie za svou práci na téma „Agada v targumu Jonatana ben Uzi'ela k prorokům“ a v 1933 získal rabínskou ordinaci. Vzápětí po jejím obdržení se ujal rabínského úřadu v městečku poblíž Szegedu a v roce 1937 se stal rabínem v Debrecenu, ve kterém setrval až do roku 1944. V této době byl také jmenován členem kuratoria Rabínského semináře v Budapešti, kde působil v letech 1942–1944.
Po obsazení Maďarska nacistickým Německem v r. 1944 se Weiss se svou ženou a dvěma syny připojil ke „Kastnerově vlaku záchrany“, dojednanému mezi lidmi Adolfa Eichmanna a Rudolfem Kastnerem a lidmi z Pomocného a záchranného výboru. Namísto příjezdu do neutrální země, jak bylo dohodnuto, byl však vlak přesměrován do koncentračního tábora Bergen-Belsen. V důsledku pokroku v jednáních o dohodě „zboží za krev“, která vedl Kurt Becher s představiteli Židovské agentury a Jointu, byli Židé z Kastnerova vlaku po několika měsících z tábora propuštěni a posláni do Švýcarska. Po skončení druhé světové války odcestovala rodina Weissova 2. září 1945 do země Izrael.
Tehdejší vrchní rabín Izraele, rabi Jicchak ha-Levi Herzog, nabídl Weissovi pozici vrchního rabína Švédska, ale Weiss tuto nabídku nakonec odmítl. Po příjezdu do země Izrael se Weiss začal věnovat školství a v letech 1946–1949 vedl základní školu „Javne“ v Ra'ananě. V 1949–1955 byl učitelem na náboženské střední škole „Ma'ale“ v Jeruzalémě a v r. 1955 byl jmenován jejím ředitelem, kterým zůstal do r. 1957. Poté začal přednášet biblistiku na Univerzitě Bar Ilan.